# Milonice, Vyškov
Milonice là một làng thuộc huyện Vyškov, vùng Jihomoravský, Cộng hòa Séc.